# Tommaso Riario Sforza
Tommaso Riario Sforza (Napoli, 8 gennaio 1782 – Roma, 14 marzo 1857) è stato un cardinale italiano.
Fu nominato cardinale della Chiesa cattolica da papa Pio VII.

## Biografia
| Sede vacante (1846)                                                                                      | Sede vacante (1846)                                                  |
| --- | -------------------------------------------------------------------- |
| |                                                                      |
| Stemma di Riario Sforza, SEDE VACANTE MDCCCXXXXVI. In basso R (segno di zecca) e NIC C (Niccolò Cerbara) | NON RELINQVAM VOS ORPHANOS, colomba radiata in volo, SCUDO in esergo |
| AR scudo (26,98 g). Zecca di Roma.                                                                       |                                                                      |

Tommaso Riario Sforza nacque a Napoli l'8 gennaio 1782, in seno ad una famiglia aristocratica, figlio del duca Nicola Riario Sforza e della principessa Giovanna di Somma. La sua famiglia aveva già dato alla chiesa diversi cardinali come Pietro Riario, Raffaele Riario ed Alessandro Riario oltre a Sisto Riario Sforza, nipote di Tommaso, che diverrà cardinale nel 1846.
Destinato alla carriera ecclesiastica giovanissimo, si trasferì a Roma ove studiò al Collegio Nazareno ed il 19 aprile 1804 entrò nella prelatura romana come referendario per il Tribunale della Segnatura Apostolica. Nominato protonotario apostolico partecipante nel 1806, divenne relatore della Sacra Consulta per il Buon Governo dal 13 settembre di quello stesso anno, occupando tale posto sino al 1808. Dopo la restaurazione del governo pontificio, venne nominato membro della commissione per le proprietà ecclesiastiche (15 maggio 1814) ed entrò come prelato nella Sacra Congregazione del Concilio di Trento dall'8 dicembre 1814. Delegato pontificio a Macerata dal 9 marzo 1816, divenne maestro di camera del pontefice dal 22 luglio di quello stesso anno, occupando tale incarico sino alla sua promozione al cardinalato.
Il 10 marzo 1823 venne creato cardinale diacono, ricevendo tre giorni più tardi la berretta cardinalizia e dopo breve la diaconia di San Giorgio in Velabro. Prese parte al conclave del 1823 che elesse papa Leone XII.
Venne ordinato sacerdote solo il 28 settembre 1823 ed optò per la diaconia di Santa Maria in Domnica dal 17 novembre di quell'anno. Membro della prima Congregazione dello Stato dal 12 marzo 1825, dal 15 marzo dell'anno successivo divenne presidente della Commissione dei Sussidi. Prefetto dell'Economia della Sacra Congregazione della Propaganda Fide (1º ottobre 1826), dal 28 gennaio 1828 venne nominato camerlengo del Sacro Collegio dei Cardinali, rimanendo in carica per due anni sino al 18 maggio 1829 e venendo rieletto sino al 15 marzo 1830. Prese parte nel frattempo al conclave del 1829 che elesse papa Pio VIII il quale, dopo poco, lo nominò delegato apostolico per la provincia di Forlì.
Fece ritorno a Roma in occasione del conclave del 1830-1831 che elesse papa Gregorio XVI, ma non poté riprendere contestualmente anche le sue mansioni a causa dell'insurrezione nella sua legazione. Nominato delegato apostolico ad Urbino e Pesaro dal nuovo pontefice (5 dicembre 1834), optò per la diaconia di Santa Maria in Via Lata il 19 dicembre di quello stesso anno, mantenendo in commendam la diaconia che già possedeva (vi rinunciò solo il 13 maggio 1837).
Cardinale protodiacono, dal 24 gennaio 1843 divenne prefetto della Sacra Congregazione per il Buon Governo. Il 3 aprile 1843 venne nominato camerlengo di Santa Romana Chiesa, rimanendo in carica sino alla propria morte. Prese parte al conclave del 1846 che elesse papa Pio IX ed annunziò l'elezione dello stesso pontefice il 16 giugno di quell'anno. Per il suo incarico di camerlengo, ottenne di essere nominato ministro del commercio, delle belle arti, dell'industria e dell'agricoltura, dopo la costituzione dei primi ministeri voluti dal nuovo papa il 27 dicembre 1847, ma preferì dimettersi il 12 febbraio 1848. Il 12 febbraio 1848 venne nominato presidente della nuova congregazione per l'esame delle spese della pubblica amministrazione, dalla quale si dimise sei giorni dopo.
Morì il 14 marzo 1857, all'età di 75 anni. La sua salma venne esposta alla pubblica venerazione nella basilica romana dei Ss. XII Apostoli ove ebbero luogo anche i funerali con la partecipazione di Pio IX. Ivi venne anche sepolto e fu l'ultimo dei cardinali creati da Pio VII a morire.

## Ascendenza
|                             |   |                               | Genitori                      |  |  | Nonni |  |  | Bisnonni             |  |  | Trisnonni                      |  |
|                             |   |                               |                               |  |  |       |  |  | Nicola Riario Sforza |  |  | Ignazio Raffaele Riario Sforza |  |
|                             |   |                               |                               |  |  |       |  |  | Nicola Riario Sforza |  |  | Ignazio Raffaele Riario Sforza |  |
|                             |   | Maria Ottavia Spinola         |                               |  |  |       |  |  | Nicola Riario Sforza |  |  |                                |  |
| Raffaele Riario Sforza      |   |                               |                               |  |  |       |  |  | Nicola Riario Sforza |  |  |                                |  |
|                             |   | Lavinia Spinola               | Francesco Maria Spinola       |  |  |       |  |  |                      |  |  |                                |  |
|                             |   | Lavinia Spinola               | Francesco Maria Spinola       |  |  |       |  |  |                      |  |  |                                |  |
|                             |   | Lavinia Spinola               | …                             |  |  |       |  |  |                      |  |  |                                |  |
| Nicola Riario Sforza        |   | Lavinia Spinola               |                               |  |  |       |  |  |                      |  |  |                                |  |
|                             |   | Clemente Domenico Rospigliosi | Giovanni Battista Rospigliosi |  |  |       |  |  |                      |  |  |                                |  |
|                             |   | Clemente Domenico Rospigliosi | Giovanni Battista Rospigliosi |  |  |       |  |  |                      |  |  |                                |  |
|                             |   | Clemente Domenico Rospigliosi | Maria Camilla Pallavicini     |  |  |       |  |  |                      |  |  |                                |  |
| Giulia Rospigliosi          |   | Clemente Domenico Rospigliosi |                               |  |  |       |  |  |                      |  |  |                                |  |
|                             |   | Giustina Borromeo Arese       | Carlo Borromeo Arese          |  |  |       |  |  |                      |  |  |                                |  |
|                             |   | Giustina Borromeo Arese       | Carlo Borromeo Arese          |  |  |       |  |  |                      |  |  |                                |  |
|                             |   | Giustina Borromeo Arese       | Camilla Barberini             |  |  |       |  |  |                      |  |  |                                |  |
| Tommaso                     |   | Giustina Borromeo Arese       |                               |  |  |       |  |  |                      |  |  |                                |  |
|                             | … | …                             |                               |  |  |       |  |  |                      |  |  |                                |  |
|                             | … | …                             |                               |  |  |       |  |  |                      |  |  |                                |  |
|                             | … | …                             |                               |  |  |       |  |  |                      |  |  |                                |  |
| Gennaro Maria di Somma      | … |                               |                               |  |  |       |  |  |                      |  |  |                                |  |
|                             |   | …                             | …                             |  |  |       |  |  |                      |  |  |                                |  |
|                             |   | …                             | …                             |  |  |       |  |  |                      |  |  |                                |  |
|                             |   | …                             | …                             |  |  |       |  |  |                      |  |  |                                |  |
| Giovanna di Somma           |   | …                             |                               |  |  |       |  |  |                      |  |  |                                |  |
|                             |   | Tommaso Spinelli Barrile      | …                             |  |  |       |  |  |                      |  |  |                                |  |
|                             |   | Tommaso Spinelli Barrile      | …                             |  |  |       |  |  |                      |  |  |                                |  |
|                             |   | Tommaso Spinelli Barrile      | …                             |  |  |       |  |  |                      |  |  |                                |  |
| Maria Anna Spinelli Barrile |   | Tommaso Spinelli Barrile      |                               |  |  |       |  |  |                      |  |  |                                |  |
|                             |   | Carlotta Spinelli Savelli     | …                             |  |  |       |  |  |                      |  |  |                                |  |
|                             |   | Carlotta Spinelli Savelli     | …                             |  |  |       |  |  |                      |  |  |                                |  |
|                             |   | Carlotta Spinelli Savelli     | …                             |  |  |       |  |  |                      |  |  |                                |  |
|                             |   | Carlotta Spinelli Savelli     |                               |  |  |       |  |  |                      |  |  |                                |  |